# Svensk Direktreklam

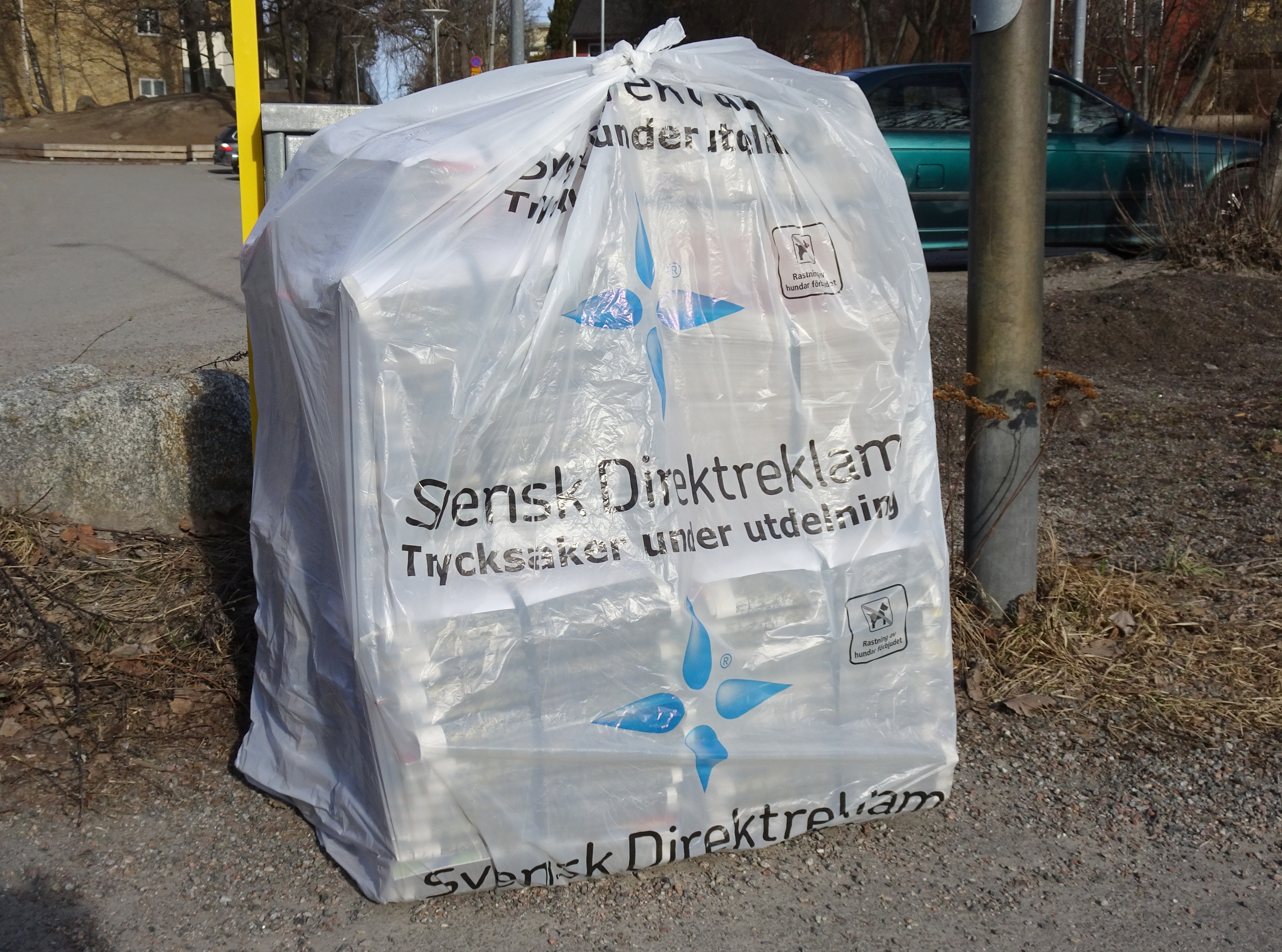
Svensk Direktreklam delar ut trycksaker, här Södra Sidan.

Svensk Direktreklam (SDR) är ett privat företag som distribuerar gruppförsändelser och gruppreklam till Sveriges hushåll. Företaget bildades i Uppsala 1976 av Erik Grönberg och Roland Tipner. 42 franchiseföretag är anslutna till Svensk Direktreklam[när?]. 2009 arbetade cirka 10000 personer inom företaget.